# Дом Наполеона
Дом Наполеона (фр. Maison Napoléon, англ. Napoleon House, также известен как Mayor Girod House или Nicolas Girod House) — здание-достопримечательность в США.

## История
Расположен в историческом здании по адресу 500 Chartres Street во французском квартале Нового Орлеана, штат Луизиана. Построен в 1794 году и был расширен в 1814 году; его название происходит от местной легенды о том, что он был предназначен для проживания Наполеона Бонапарта после его изгнания. План по доставке Наполеона в Луизиану не был осуществлён из-за известий о его смерти в 1821 году.
В этом здании некоторое время жил его владелец — мэр Нового Орлеана Николя Жиро. В начале XIX века это был один из лучших частных домов города. В начале XX века здесь размещался продуктовый магазин, а с 1914 года в здании работает ресторан с названием Napoleon House. Верхние этажи здания были переоборудованы в апартаменты, где ещё можно увидеть некоторые оригинальные декоративные элементы интерьера.

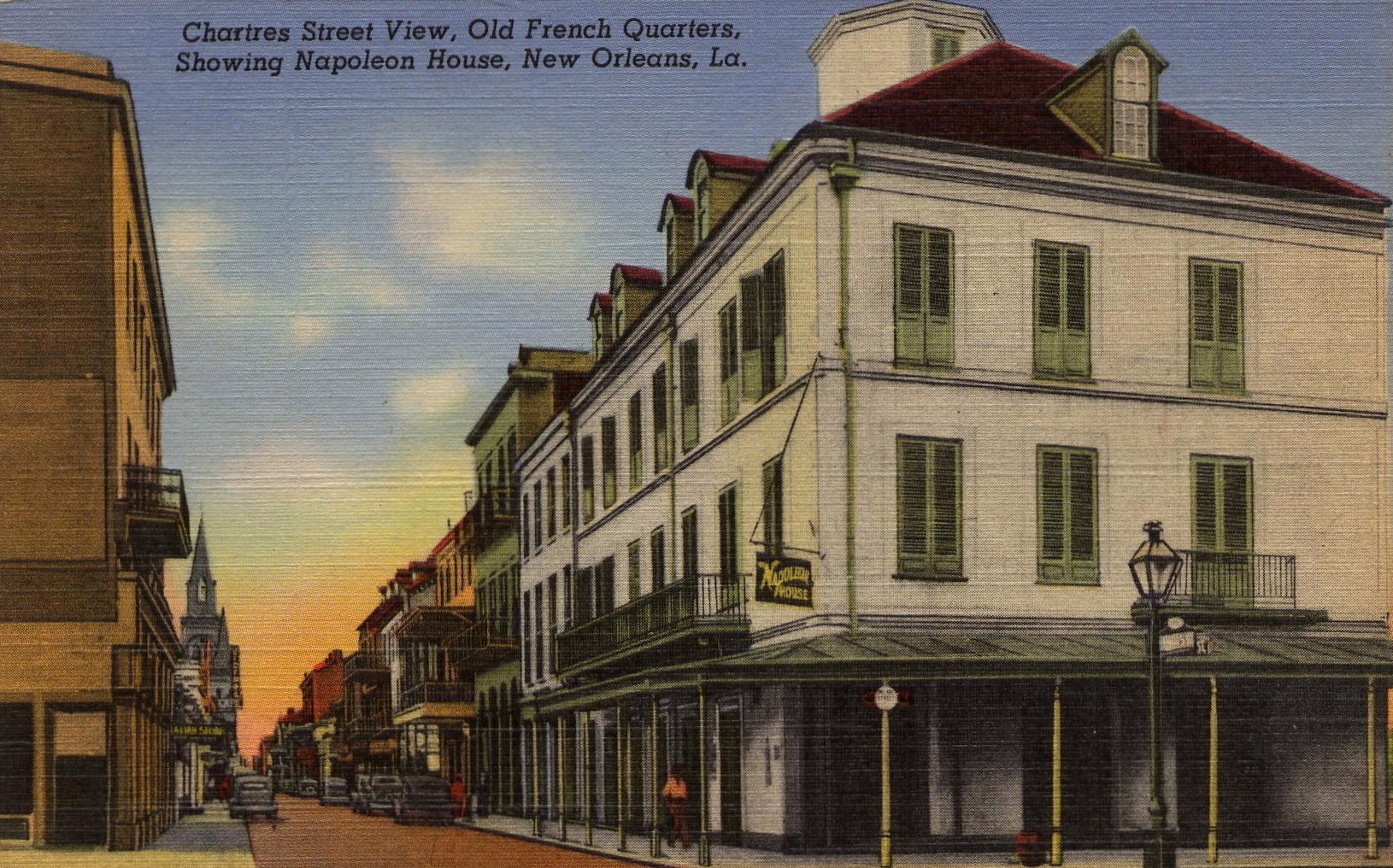
«Дом Наполеона» в середине XX века

Здание было объявлено национальным историческим памятником в 1970 году, как один из лучших в городе образцов французской архитектуры.
В настоящее время ресторан Napoleon House имеет старинную атмосферу Нового Орлеана и предлагает такие традиционные блюда, как красная фасоль с рисом, гамбо и джамбалайя; особенно славится среди местных жителей своими бутербродами муфулетта. Бар ресторана известен своим коктейлем «Pimm’s Cup». В зале играет классическая музыка.